# Bernard Arnault
Bernard Arnault (Roubaix, 5 maart 1949) is een Franse zakenman. Hij is oprichter en bestuursvoorzitter van Louis Vuitton Moët Hennessy, een conglomeraat met luxemerken zoals Louis Vuitton, Dior en Fendi. Ook is hij eigenaar van Agache SCA en Financière Agache. Volgens de Forbes miljardairs index is hij begin 2025 de op vier na rijkste man van de wereld met een vermogen van US$ 171 miljard.

## Biografie
Arnault werd geboren in Roubaix en studeerde af aan de École polytechnique als ingenieur. Hij startte zijn carrière bij het bedrijf van zijn vader dat toen een vastgoed- en constructiebedrijf was. Toen de socialist François Mitterrand in Frankrijk aan de macht kwam ging Arnault investeren in de Verenigde Staten, wat niet direct een succes was. Toen het economische klimaat beter werd verhuisde Arnault terug naar Frankrijk waar hij bestuursvoorzitter werd van een klein bedrijf in luxegoederen. 
In 2012 veroorzaakte Arnault veel ophef in verband met een naturalisatieaanvraag met het oog op het verkrijgen van de Belgische nationaliteit om te kunnen ontsnappen aan de Franse vermogensbelasting.

### Privé
Hij heeft vijf kinderen, onder wie Alexandre Arnault en is twee keer getrouwd geweest. Hij is in 2011 hertrouwd met Hélène Mercier.

## Naslagwerken
- Nadege Forestier en Nazanine Ravai: The Taste of Luxury: Bernard Arnault and the Moet-Hennessy Louis Vuitton Story (1993)
- Allen Prathap: Bernard Arnault: THE BIOGRAPHY & QUOTES (2020)